# 琴平神社 (川崎市)

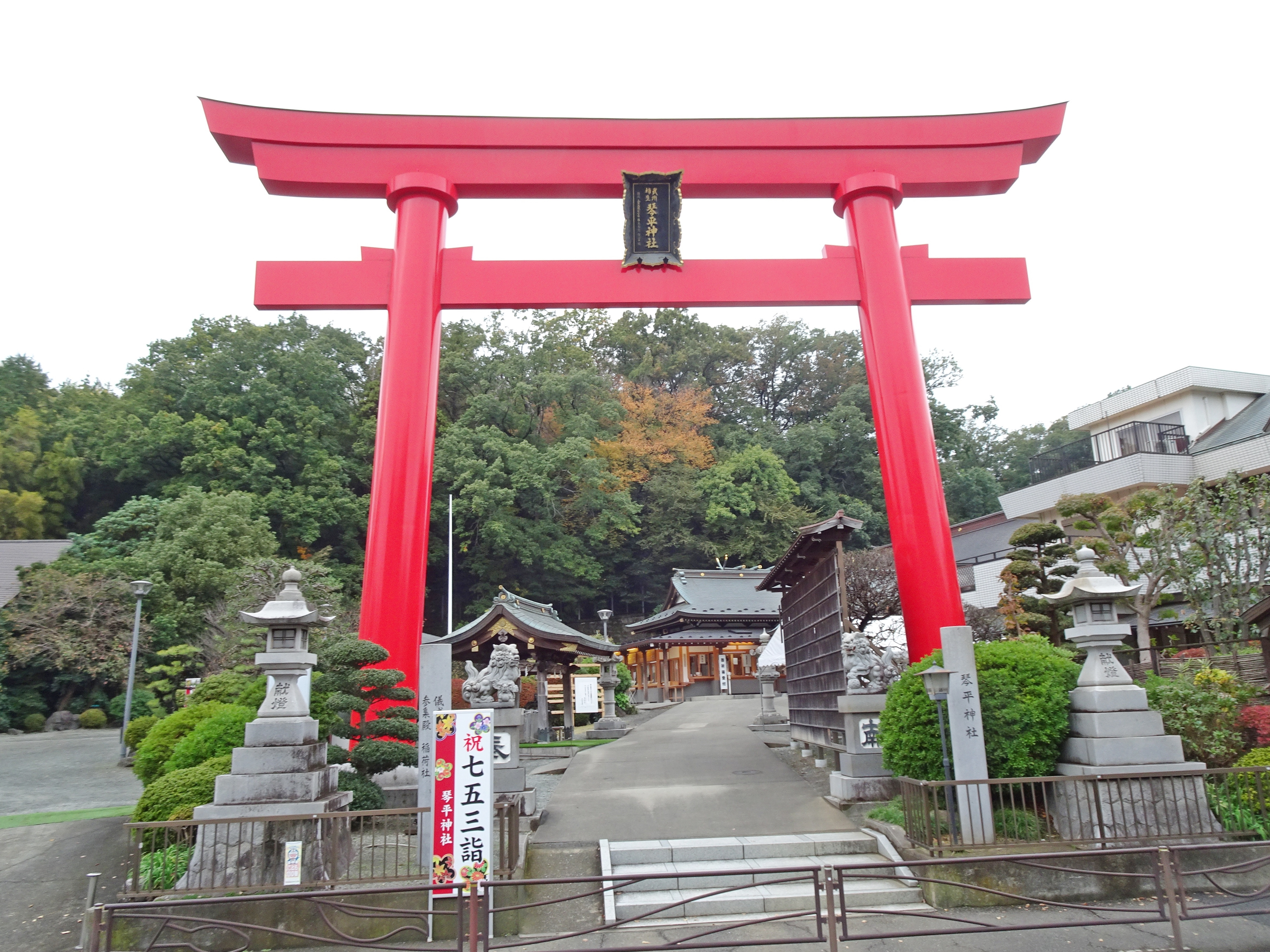
鳥居

琴平神社（ことひらじんじゃ）は神奈川県川崎市麻生区にある神社である。

## 祭神
天照大御神、大物主神を祭神とする。

## 歴史
元亀元年（1570年）から祀られていると伝えられ、古文書には、正徳元年（1711年）以前から伊勢山の地に神明社が鎮座していた事や「崇源院様（徳川秀忠の正室）ご繁栄の砌、祈祷所として当村鎮守大神宮を勧請致し、これまで年々伊勢踊、神事祭礼、湯立、神楽等仕え来たり当村の鎮守に御座候」といった話が記されている。
文政9年（1826年）、伊勢山の地に志村文之丞によって四国の金刀比羅宮の祭神をこの地に勧請し、神明社・琴平社の合社が創建された。
1980年（昭和55年）、崇敬者による金刀比羅神の崇敬の思潮が強く打出され、社名を「神明社・琴平社合社」から琴平神社と改称。
2007年（平成19年）6月26日、放火により社殿が焼失。拝殿天井には渡辺崋山筆と伝えられる63枚の花鳥山水を描いた板絵があったが同時に焼失した。
2011年（平成23年）新社殿が完成。

## 祭事
- 歳旦祭　1月1日
- どんど焼き　1月15日
- 節分祭　2月3日
- 初午祭　2月最初の午の日
- 人形和め祭　3月7日
- みたま祭
- 夏越の大祓　6月30日
- 例大祭　体育の日
- 年越しの大祓　12月30日

## 所在地情報
所在地
- 神奈川県川崎市麻生区王禅寺東五丁目46番15号

交通
- 琴平下バス停（川崎市営バス・東急バス）すぐ